# Sphecodes hesperellus
Sphecodes hesperellus är en biart som beskrevs av Cockerell 1904. Sphecodes hesperellus ingår i släktet blodbin, och familjen vägbin. Inga underarter finns listade i Catalogue of Life.